# Резолюция 260 на Съвета за сигурност на ООН
Резолюция 260 на Съвета за сигурност на ООН е приета единодушно на 6 ноември 1968 г. по повод молбата на Екваториална Гвинея за членство в ООН. С Резолюция 260 Съветът за сигурност препоръчва на Общото събрание на ООН Екваториална Гвинея да бъде приета за член на Организацията на обединените нации.